# بريا رامان
بريا رامان هي ممثلة هندية، ولدت في 14 سبتمبر 1974 في الهند.

## وصلات خارجية
- بريا رامان على موقع IMDb (الإنجليزية)
- بريا رامان على موقع قاعدة بيانات الفيلم (الإنجليزية)